# Toreno
Toreno é um município da Espanha na província de León, comunidade autónoma de Castela e Leão, de área 103,30 km² com população de 3836 habitantes (2007) e densidade populacional de 36,71 hab/km².

## Demografia
| Variação demográfica do município entre 1991 e 2004 | Variação demográfica do município entre 1991 e 2004 | Variação demográfica do município entre 1991 e 2004 | Variação demográfica do município entre 1991 e 2004 |
| --------------------------------------------------- | --------------------------------------------------- | --------------------------------------------------- | --------------------------------------------------- |
| 1991                                                | 1996                                                | 2001                                                | 2004                                                |
| 5184                                                | 4481                                                | 4117                                                | 3792                                                |